# نیروگاه هسته‌ای خلیج دیا
نیروگاه هسته‌ای خلیج دیا (به لاتین: Daya Bay Nuclear Power Plant) یک نیروگاه هسته‌ای در چین است که در لانگانگ واقع شده‌است.